# Anica Dobra

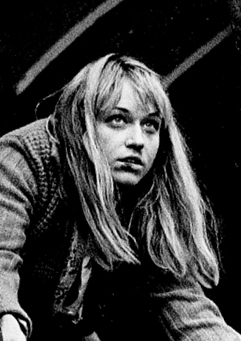
Anica Dobra als Maria in Wachtmeister Zumbühl, 1993

Anica Dobra [ˈanit͡sa …] (serbisch-kyrillisch Аница Добра; * 3. Juni 1963 in Belgrad, Jugoslawien) ist eine serbische Schauspielerin. In Deutschland wurde sie 1990 einem breiteren Publikum in der Titelrolle in Egon Günthers Rosamunde bekannt. Sie stand bislang in über 120 Film- und Fernsehproduktionen vor der Kamera und wirkte in mehreren Theaterinszenierungen.

## Leben

### Herkunft, Ausbildung und Theater
Anica Dobra wuchs zunächst in Belgrad auf, bevor sie mit ihren Eltern in die Bundesrepublik Deutschland übersiedelte, wo sie von 1977 bis 1981 in Frankfurt am Main die Schule besuchte. Nach ihrer Rückkehr nach Belgrad studierte sie an der dortigen Akademie für Theater und Film bis 1987 Schauspiel sowie Jazz, klassisches Ballett, Gesang und Folklore.
Seit 1988 gehört Dobra zum Ensemble am Theater Atelier 212 in Belgrad, sie spielte dort u. a. Hauptrollen in den Stücken Burleske Tragödie, Ivanov, Der Sturm, Boris Godunov und Klassenfeind. Für ihre Darbietung in Burleske Tragödie erhielt sie 1994 den Nationalpreis als „beste Theaterschauspielerin“.

### Film und Fernsehen
Zu Beginn ihrer Schauspielkarriere in den 1980er Jahren trat Dobra in mehreren serbischen Film- und Fernsehproduktionen auf. Ihr Debüt gab sie 1985 in dem Kurzfilm Pera Panker, es folgte eine Nebenrolle in der Komödie Pokondirena tikva (1986). Für ihre erste Hauptrolle in dem sozialkritischen Psychodrama Već viđeno (alternativ: Reflections) von Goran Marković (1987) wurde sie beim Pula Film Festival als beste Hauptdarstellerin sowie bei den Internationalen Filmfestspielen in Madrid mit dem Hauptpreis der Kritiker ausgezeichnet.
Seit den 1990er Jahren ist Dobra regelmäßig in deutschen Fernsehproduktionen und auf der Kinoleinwand zu sehen. 1990 brachte ihr die Titelrolle in Egon Günthers Rosamunde den Bayerischen Filmpreis als „beste Nachwuchsdarstellerin“ ein. 1993 folgte der jugoslawische Filmpreis als beste Schauspielerin des Jahres für Black Bomber. 1994 spielte sie in Urs Odermatts Wachtmeister Zumbühl an der Seite von Michael Gwisdek die weibliche Hauptrolle der Maria. Samir Jamal Aldin besetzte sie 1996 neben Claudia Messner in dem Filmdrama Tödliche Schwesternliebe in der Hauptrolle der an Leukämie erkrankten Meike. 2005 war Dobra als „beste Hauptdarstellerin“ in den Fernsehfilmen Mogelpackung Mann und Ein Baby zum Verlieben (beide 2004) für die Goldene Kamera nominiert. 2015 wirkte sie im deutsch-serbischen Film Enklave, der serbischer Kandidat für den Auslandsoscar war, mit. In der für die ZDF-Filmreihe Märchenperlen produzierten Wilhelm-Hauff-Verfilmung Zwerg Nase übernahm Dobra 2021 unter der Regie von Ngo The Chau die Rolle der Fee Kräuterweis.

### Privates
Anica Dobra ist verheiratet. Der Ehe entstammt die gemeinsame Tochter Mina Sovtić (* 1995), die ebenfalls den Schauspielberuf ergriff. Sie lebt in ihrer Geburtsstadt Belgrad.

## Filmografie

### Kino
- 1985: Pera Panker (Kurzfilm)
- 1987: Život radnika
- 1987: Već viđeno (alternativ: Reflections)
- 1988: Das Leben mit dem Onkel
- 1988: Balkan ekspres 2
- 1989: Sabirni centar
- 1989: Seobe II
- 1990: Rosamunde
- 1990: Nie im Leben
- 1990: Spieler
- 1991: Wildfeuer
- 1992: Tito i ja
- 1992: Black Bomber (Crni bombarder)
- 1993: Das Grau des Himmels
- 1994: Der Polizistenmörder
- 1995: Frauen sind was Wunderbares
- 1994: Wachtmeister Zumbühl
- 1996: Roula – Dunkle Geheimnisse
- 1996: Honigmond
- 1998: Das merkwürdige Verhalten geschlechtsreifer Großstädter zur Paarungszeit (Kinofilm)
- 1998: Bin ich schön? (Kinofilm)
- 1998: Točkovi
- 1999: Erleuchtung garantiert
- 2000: Falling Rocks
- 2001: Nataša
- 2005: Ivkova slava
- 2007: Klopka – Die Falle
- 2007: Liebe und andere Verbrechen (Ljubav i drugi zlocini)
- 2010: Universalove
- 2010: Belgrad Radio Taxi
- 2013: Gde je Nadja?
- 2015: Enklave (Enklava/Еклава)
- 2016: Auf Augenhöhe
- 2019: Leberkäsjunkie
- 2020: Fuchs im Bau
- 2021: Aleksandar od Jugoslavije
- 2022: Ala je lep ovaj svet
- 2023: HADES – Eine (fast) wahre Geschichte aus der Unterwelt
- 2024: Изолација

### Fernsehen

#### Fernsehfilme
- 1986: Pokondirena tikva
- 1987: Ivanov
- 1992: 5 Zimmer, Küche, Bad
- 1995: Fünf Stunden Angst – Geiselnahme im Kindergarten
- 1996: Schlag 12
- 1996: Tödliche Schwesternliebe
- 1997: Nackt im Cabrio
- 1997: Geisterstunde – Fahrstuhl ins Jenseits
- 1998: Frau zu sein bedarf es wenig
- 1998: Weekend mit Leiche
- 1999: Alphamann: Die Selbstmörderin
- 2003: Tigeraugen sehen besser
- 2003: Der Herr der Wüste
- 2003: ABC des Lebens
- 2000: Mutter wider Willen
- 2001: Mayday! Überfall auf hoher See
- 2001: Der Verleger
- 2001: Aszendent Liebe
- 2002: Ein Hund für alle Fälle
- 2002: Der Freund meiner Mutter
- 2002: Dienstreise – Was für eine Nacht
- 2004: Ein Baby zum Verlieben
- 2004: Mogelpackung Mann
- 2006: Spezialauftrag: Kindermädchen
- 2006: Ein Familienschreck kommt selten allein
- 2006: Ein Hauptgewinn für Papa
- 2007: Noch ein Wort und ich heirate dich!
- 2007: Schöne Aussicht
- 2008: Verrückt nach Emma
- 2008: Ein Ferienhaus in Marrakesch
- 2008: Mein Schüler, seine Mutter & ich
- 2010: Weihnachten im Morgenland
- 2011: Ein Sommer in Paris
- 2011: Frau Ajnstajn
- 2012: Der Mann, der alles kann
- 2012: Geliebtes Kind
- 2013: Der Vollgasmann
- 2016: Beste Feinde
- 2018: Paviljoni
- 2021: Zwerg Nase
- 2022: Schrille Nacht
- 2024: Der Millionen Raub[3]

#### Fernsehserien und -reihen
- 1989: Balkan ekspres 2 (10 Folgen)
- 1989: Metla bez drške (8 Folgen)
- 1993: Die Männer vom K3 (Staffel 3, Folge 2: Dreckiges Geld)
- 1997: Schimanski: Blutsbrüder
- 1997: Schimanski: Hart am Limit
- 1999: Anwalt Abel: In tödlicher Gefahr
- 1999: Der Bulle von Tölz: Tod eines Priesters
- 2001: SK Kölsch (Staffel 2, Folge 16: Jungfrau im Wunderland)
- 2003: Sperling und die Angst vor dem Schmerz
- 2004: Edel & Starck (Staffel 3, Folge 5: Die Hexen von Berlin)
- 2004: Das Traumhotel – Verliebt auf Mauritius
- 2005: Ivkova slava (5 Folgen)
- 2006: Tatort: Der Tag des Jägers
- 2007: Die Alpenklinik (Folge Eine Frage des Herzens)
- 2008: Die Alpenklinik (Folge Aus heiterem Himmel)
- 2009: Die Alpenklinik (Folge Riskante Entscheidung)
- 2011: SOKO Leipzig (Staffel 12, Folge 10: Die schwarze Witwe)
- 2013: SOKO München (Staffel 38, Folge 15: Carmen)
- 2015–2021: Crno-bijeli svijet (48 Folgen)
- 2016: Rosamunde Pilcher: Lizenz zum Seitensprung
- 2017: SOKO Stuttgart (Staffel 8, Folge 23: Die Akte Jo)
- 2017: Das Pubertier (5 Folgen)
- seit 2018: Vermächtnis (Ubice mog oca, Fernsehserie, 29 Folgen)
- 2019: Die Spezialisten – Im Namen der Opfer (Staffel 4, Folge 7: Der Schwimmer)
- 2019: Neues aus Büttenwarder (Staffel 14, Folge 5: Gerlinde)
- 2020: Der gute Bulle: Nur Tote reden nicht
- 2020: Slucaj porodice Boskovic (6 Folgen)
- seit 2021: Beleznica profesora Miskovica (18 Folgen)
- 2022: Cudne ljubavi (3 Folgen)
- seit 2022: Setnja sa lavom
- 2023: Nemirni (3 Folgen)
- 2023: Deca zla (10 Folgen)
- 2023: Helen Dorn (Staffel 1, Folge 18: Der kleine Bruder)
- 2024: Der gute Bulle: Heaven can wait

## Auszeichnungen & Nominierungen
- 1988: Internationale Filmfestspiele Madrid in der Kategorie „Hauptpreis der Filmkritiker“
- 1990: Bayerischer Filmpreis als „Beste Nachwuchsschauspielerin“ für Rosamunde[4]
- 1993: Jugoslawischer Filmpreis als „Beste Schauspielerin“ für Black Bomber
- 1994: Nationalpreis als „Beste Theaterschauspielerin“ für Burleske Tragödie
- 2005: Nominierung für die Goldene Kamera 2005 als „Beste Hauptdarstellerin“ für Ein Baby zum Verlieben und Mogelpackung Mann
- 2021: Nominierung für den Deutschen Schauspielpreis 2021 in der Kategorie „Starker Auftritt“ für Fuchs im Bau